# Agrotis hemileuca
Agrotis hemileuca är en fjärilsart som beskrevs av Walker 1869. Agrotis hemileuca ingår i släktet Agrotis och familjen nattflyn. Inga underarter finns listade i Catalogue of Life.